# Mローマ・バレー

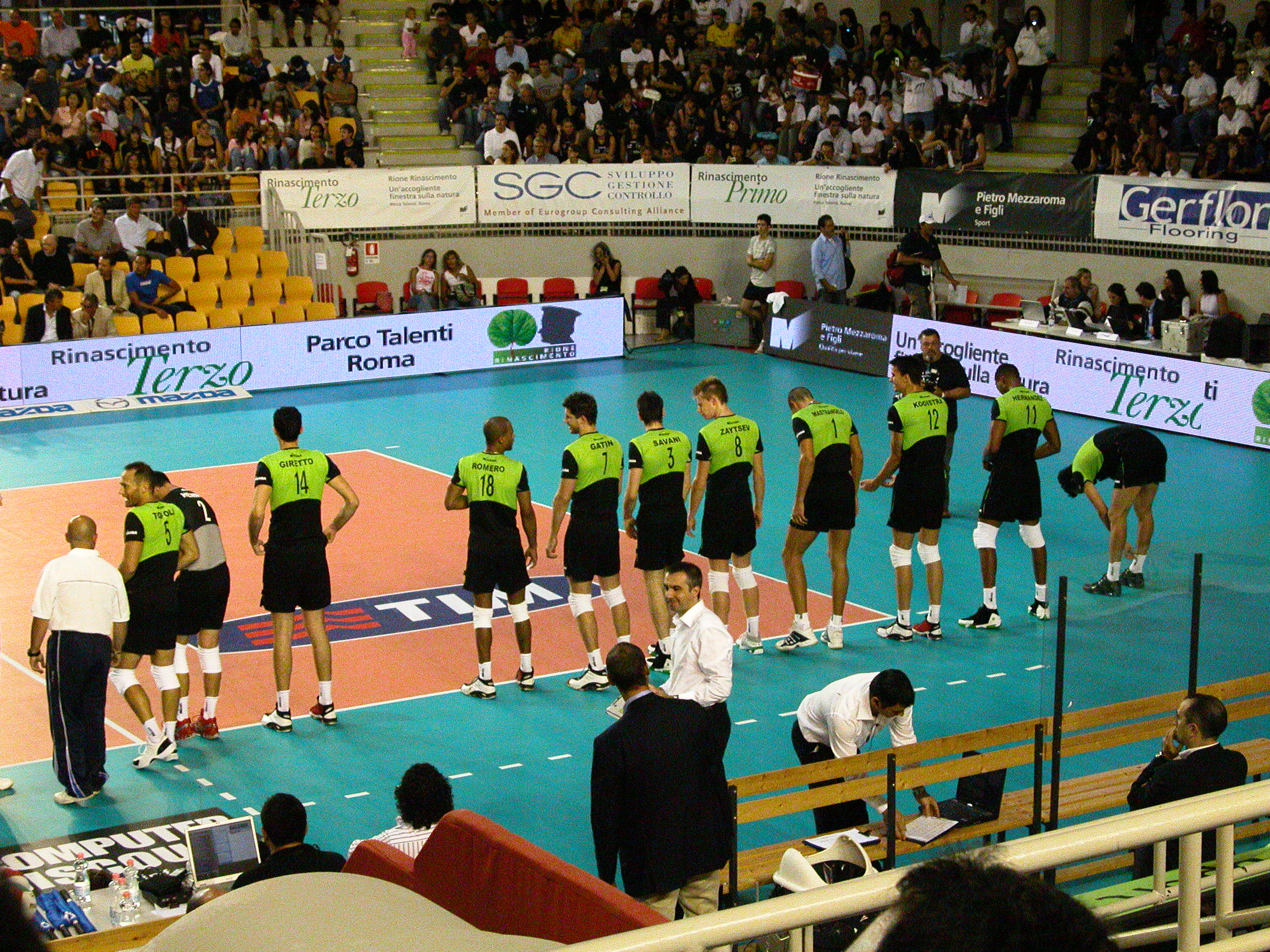
2006年 A1当時のMローマ・バレー

Mローマ・バレー（M. Roma Volley）は、イタリア・ローマを本拠地とする男子バレーボールクラブチーム。通称はローマ。

## 歴史
2006年、Mローマ・バレー創設。同年A2プレーオフに勝利したパッラヴォーロ・レイマ・クレーマが経済的理由からA1昇格を辞退したため、その権利を取得し、セリエA1へ参入した。
A1での1年目はレギュラーシーズン2位、2年目は4位で終え、2年連続プレーオフ・セミファイナルへ進出したが、2008年にA1の登録を放棄し、最終的にA2へ降格した。
2010年、コッパ・イタリアA2で優勝。A2レギュラーシーズンを3位で終え、プレーオフ・ファイナルでレイマ・クレーマを制し、2年ぶりにA1へ復帰した。
2012年6月、セリエAの登録を断念し、セリエBから再出発することを発表した。

## 主な成績
セリエA
- 優勝：なし

 コッパ・イタリア
- 優勝：なし

 CEVカップ
- 優勝：2008

## 歴代監督
- アンドレア・ジャーニ

## 歴代所属選手
- ルイジ・マストランジェロ
- パオロ・トフォリ
- クリスチャン・サバーニ
- ミルコ・コルサーノ
- イヴァン・ミリュコビッチ
- ユベール・エノ
- オズワルド・エルナンデス

## ユニフォーム
ホーム
- メインカラーのライムグリーン。シャツネームと背番号はブラック。

アウェイ
- サブカラーのブラック。シャツネームと背番号はホワイト。

リベロ
- 反対色を着用